# Mel Carter
Mel Carter (* 22. April 1939 in Cincinnati, Ohio) ist ein US-amerikanischer Pop- und Soulsänger sowie Schauspieler.

## Künstlerische Laufbahn

### Sänger
Als Vierjähriger sang Carter bereits in lokalen Rundfunksendungen, und mit neun Jahren trat er in der Lionel-Hampton-Show auf. Später wurde er Mitglied der von seiner Mutter geleiteten Gospelgruppe The Carvetts. Zu Beginn der 1960er Jahre begann er, Schallplatten zu besingen, so bei der kleinen Plattenfirma Arwin aus Hollywood oder bei der amerikanischen Philips. 1963 wurden drei Singles bei der Sam Cooke gehörenden Plattenfirma Derby produziert. Darunter war der Titel When a Boy Falls in Love, mit dem Carter zum ersten Mal in die Hot 100 des US-Musikmagazins Billbord kam und Platz 44 erreichte. Für Derby war es Anlass, mit Carter eine Langspielplatte unter dem gleichen Titel zu veröffentlichen. Imperial Records aus Los Angeles schloss 1964 mit Carter einen Zweijahresvertrag ab, in dessen Verlauf zehn Singles und drei Langspielplatten produziert wurden. Mit dem 1965 erschienenen Song Hold Me, Thrill Me, Kiss Me erzielte Carter den größten Erfolg seiner Sängerkarriere. Er war 15 Wochen in den Hot 100 notiert, stieg bis zum achten Platz auf und wurde ein mit einer Goldenen Schallplatte ausgezeichneter Millionenseller. Bei Imperial kam Carter bis 1966 zu fünf weiteren Hot-100-Erfolgen. 1967 veröffentlichte Carter vier Singles bei Liberty Records, die ebenso erfolglos blieben wie die danach vereinzelt bei vier weiteren kleinen Plattenfirmen produzierte Singles. Zuletzt kamen 1980/81 zwei Singles bei Cream Records, einem kleinen Label des Liberty-Präsidenten Al Bennett, heraus.

### Schauspieler
Seine schauspielerische Laufbahn begann Mel Carter bereits 1959 mit kleineren Rollen in Fernsehserien. Im deutschen Fernsehen konnte man Carter erstmals 1979 in der Serie Der Kopfgeldjäger sehen. Weitere in Deutschland ausgestrahlte Serien mit Carter sind unter anderem Quincy und Magnum. Die erste Rolle in einem Kinofilm spielte Carter 1975 in dem Streifen Friday Foster (Im Netz der Schwarzen Spinne). Ein weiterer deutsch synchronisierter Film mit Carter ist der Streifen Die Katze aus dem Weltraum (The Cat from Outer Space).

## Diskografie

### Alben
| Titel                        | Katalog-Nr.   | Veröffentlichung |
| ---------------------------- | ------------- | ---------------- |
| When a Boy Falls in Love     | Derby 702     | 1963             |
| Hold Me, Thrill Me, Kiss Me  | Imperial 9289 | 1965             |
| All of Sudden My Heart Sings | Imperial 9300 | 1966             |
| Easy Listening               | Imperial 9319 | 1966             |
| Hold Me Thrill Me Kiss Me    | Quicksilver   | 1994             |
| Best of Mel Carter           | Emm           | 1996             |
| Live in Hollywood            | CD Baby       | 2008             |
| Other Standards              | CD Baby       | 2012             |

### Singles
| A/B-Seite                                                | Katalog-Nr. | Veröffentlichung |
| -------------------------------------------------------- | ----------- | ---------------- |
|                                                          | Arwin       |                  |
| I’m Coming Home / Sugar                                  | 23-45       | November 1960    |
|                                                          | Philips     |                  |
| Who Do You Love / The Wrong Side 0f Town (& Clydie King) | 40049       | September 1962   |
|                                                          | Derby       |                  |
| When a Boy Falls in Love / So Wonderful                  | 1003        | Mai 1963         |
| Time of Young Love / Wonderful Love                      | 1005        | September 1963   |
| Why I Call Her Mine / After the Parting                  | 1008        | Februar 1964     |
|                                                          | Imperial    |                  |
| Deed I Do / What’s on Your Mind                          | 66052       | August 1964      |
| The Richest Man Alive / I’ll Never Be Free               | 66078       | November 1964    |
| I Just Can’t Imagine / High Noon                         | 66101       | April 1965       |
| Hold Me, Thrill Me, Kiss Me / A Sweet Little Girl        | 66113       | Juni 1965        |
| My Heart Sings / When I Hold the Hand                    | 66138       | November 1965    |
| Love Is All We Need / I Wish I Didn’t Love You So        | 66148       | Januar 1966      |
| Band of Gold / Detour                                    | 66165       | April 1966       |
| You You You / If You Lose Her                            | 66183       | Juni 1966        |
| Take Good Care of Her / Tar and Cement                   | 66208       | September 1966   |
| As Time Goes By / Look to the Rainbow                    | 66228       | Januar 1967      |
|                                                          | Liberty     |                  |
| Edelweiss / For Once in My Life                          | 55970       | Mai 1967         |
| Enter Laughing / Star Dust                               | 55987       | Juli 1967        |
| Be My Love / I Look Into Your Eyes                       | 56000       | September 1967   |
| Excuse Me / The Other Woman                              | 56014       | Januar 1968      |
|                                                          | Bell        |                  |
| I Pretend / Didn’t We                                    | 743         | September 1968   |
| Another Saturday Night / Coming from You                 | 775         | März 1969        |
|                                                          | Amos        |                  |
| San Francisco Is a Lonely Town / Everything Stops        | 132         | 1969             |
| Kiss Tomorrow Goodbye / This Is Your Life                | 139         | 1970             |
|                                                          | Romar       |                  |
| She Is Me / Do Me Wrong                                  | 711         | 1973             |
| Treasure of Love / Do Me Wrong                           | 714         | 1973             |
| I Only Have Eyes for You / Treasure of Love              | 716         | 1974             |
|                                                          | Cream       |                  |
| I Don’t Want to Get Over You / You Changed My Life Again | 8041        | 1980             |
| I Don’t Want to Get Over You / Who’s Right, Who’s Wrong  | 8043        | 1981             |

## Charts und Chartplatzierungen

### Alben
| Jahr | Titel                       | Höchstplatzierung, Gesamtwochen, AuszeichnungChartsChartplatzierungen (Jahr, Titel, Platzierungen, Wochen, Auszeichnungen, Anmerkungen) | Anmerkungen |
| Jahr | Titel                       | US | Anmerkungen |
| ---- | --------------------------- | --- | ----------- |
| 1965 | Hold Me, Thrill Me, Kiss Me | US62 (12 Wo.)US |             |
| 1966 | Easy Listening              | US81 (11 Wo.)US |             |

### Singles
| Jahr | Titel Album                        | Höchstplatzierung, Gesamtwochen, AuszeichnungChartsChartplatzierungen (Jahr, Titel, Album, Platzierungen, Wochen, Auszeichnungen, Anmerkungen) | Anmerkungen |
| Jahr | Titel Album                        | US | Anmerkungen |
| ---- | ---------------------------------- | --- | ----------- |
| 1963 | When a Boy Falls in Love –         | US44 (10 Wo.)US |             |
| 1965 | Hold Me, Thrill Me, Kiss Me –      | US8 (15 Wo.)US |             |
| 1965 | (All Of A Sudden) My Heart Sings – | US38 (7 Wo.)US |             |
| 1966 | Love Is All We Need –              | US50 (8 Wo.)US |             |
| 1966 | Band Of Gold –                     | US32 (8 Wo.)US |             |
| 1966 | You You You –                      | US49 (7 Wo.)US |             |
| 1966 | Take Good Care Of Her –            | US78 (5 Wo.)US |             |

## Filmografie

### Kino
- 1975: Im Netz der schwarzen Spinne (Friday Foster)
- 1976: Chesty Anderson U.S. Navy
- 1977: American Raspberry
- 1978: Die Katze aus dem Weltraum (The Cat from Outer Space)
- 1984: Angel

### Fernsehen*
- 1959: Der Kopfgeldjäger (Wanted: Dead or Alive)
- 1961: Kein Fall für FBI (The Detectives)
- 1958/63: Westlich von Santa Fé (The Rifleman)
- 1975: Robi Robi Robin Hood (When Things Were Rotten)
- 1976/83: Quincy (Quincy M.E.)
- 1980/88: Magnum (Magnum, p.i.)
- 1987/88: Der Werwolf kehrt zurück (Werewolf)

* deutsche Synchronisationen